# Joachim Schwind

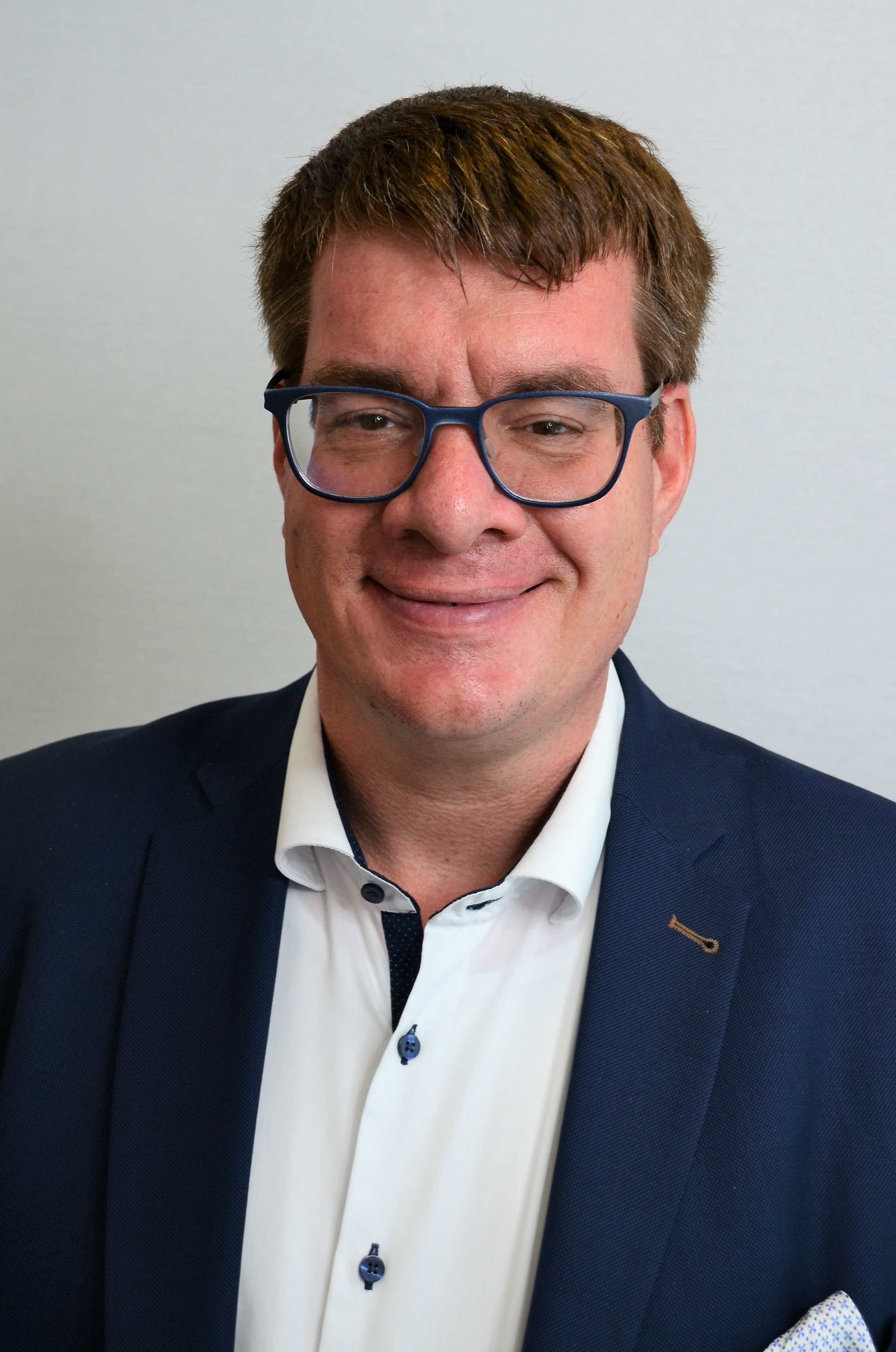
Joachim Schwind / NLT

Joachim Schwind (* 9. Oktober 1976 in Pinneberg) ist ein deutscher Kommunalrechtler und Geschäftsführendes Präsidialmitglied des Niedersächsischen Landkreistages sowie Fachautor rechtswissenschaftlicher Beiträge.

## Leben und Beruf
Joachim Schwind ist Geschäftsführendes Präsidialmitglied (Hauptgeschäftsführer) des Niedersächsischen Landkreistages (NLT). Er wurde am 7. März 2024 von der Landkreisversammlung gewählt und hat das Amt am 1. Juli 2025 übernommen. Er leitet die Geschäftsstelle des kommunalen Spitzenverbandes der niedersächsischen Landkreise und der Region Hannover und führt die laufenden Geschäfte des Verbandes.
Zuvor war Joachim Schwind seit dem 1. Juni 2011 Geschäftsführer (Erster Beigeordneter) des NLT und Stellvertreter des Hauptgeschäftsführers. In dieser Funktion leitete er das Referat für Verfassungs- und öffentliches Dienstrecht, Rettungsdienst, Kommunal- und Ordnungsrecht, Grundsatzfragen des Europarechts. Seine berufliche Laufbahn beim NLT begann er im Jahr 2007 als Referent, seit 2008 als Beigeordneter im Bereich Abfallwirtschaft, Wasserwirtschaft, Veterinärwesen und Verbraucherschutz.
Aufgewachsen ist Joachim Schwind in Pinneberg in Schleswig-Holstein. Ab 1997 Rechtswissenschaftliches Studium an der Christian-Albrechts-Universität zu Kiel und in Surrey, einer Grafschaft in Großbritannien. Erstes Staatsexamen und Diplom-Jurist (Universität Kiel) 2002, danach Promotion zum Dr. iur. bei Bundesminister a. D. Edzard Schmidt-Jortzig an der Universität Kiel mit einem Stipendium der Studienstiftung des Deutschen Volkes zu einem staats- und europarechtlichen Thema (Zukunftsgestaltende Elemente im deutschen und europäischen Staats- und Verfassungsrecht, Berlin 2008, Duncker und Humblot, Schriften zum Öffentlichen Recht, Bd. 1090). Referendariat 2005 bis 2007 im Bezirk des Schleswig-Holsteinisches Oberlandesgerichts mit Stationen unter anderem beim Schleswig-Holsteinischen Landkreistag und der Deutschen Universität für Verwaltungswissenschaften Speyer. 2007 Große Juristische Staatsprüfung vor dem Gemeinsamen Prüfungsamt in Hamburg und Beginn der Tätigkeit für den NLT.

## Ämter und Funktionen
Joachim Schwind ist unter anderem stellvertretender Vorsitzender des Vorstands der Niedersächsischen Versorgungskasse, Mitglied im Aufsichtsrat der Landesnahverkehrsgesellschaft Niedersachsen und Vorsitzender des Verwaltungsrates des Freiwilligen

## Veröffentlichungen
Joachim Schwind ist Verfasser zahlreicher rechtswissenschaftlicher Veröffentlichungen, insbesondere zum Kommunalrecht. Er ist Herausgeber des Kommentars zum Niedersächsischen Rettungsdienstgesetz und kommentiert unter anderem das Wasserhaushaltsgesetz und das Kreislaufwirtschaftsgesetz sowie das Niedersächsische Kommunalverfassungsgesetz (NKomVG).